# Người giàu có nhất thành Babylon
Người giàu có nhất thành Babylon (tiếng Anh: The Richest Man in Babylon) là một tác phẩm của doanh nhân, nhà văn Mỹ George Samuel Clason viết về thể loại làm giàu xuất hiện năm 1926, nó là một cuốn sách giới thiệu về cách tiết kiệm, buôn bán và làm giàu của người dân cổ xưa thành Babylon.

## Nội dung
Cuốn sách nói tới người đàn ông giàu có nhất thành Babylon tên là Arkad. Ông là một anh thợ khắc gỗ lúc còn trẻ và rất may mắn học được bí quyết để làm giàu. Và khi trở nên giàu có, ông rất sẵn sàng chia sẻ những điều đã giúp ông giàu có cho người khác. Trước tiên, ông ấy chia sẻ với mọi người về 7 cách để chữa trị một túi tiền xẹp lép. Và sau đó, qua lời kể của Kalabab vốn là một thương gia cũng rất giàu có về Arkad, cho biết có 5 quy luật của vàng. Người đàn ông được nhắc đến thứ hai trong cuốn sách là Mathon là người cho vay vàng ở vương quốc Babylon. Câu chuyện về những người nô lệ Dabasir hay Megiddo, Sharru Nada đã nỗ lực vươn lên thoát khỏi kiếp nghèo hèn trở thành người được mọi người kính trọng.

## Luận điểm

### Một vài trích đoạn
Sự giàu có của mỗi quốc gia đều phụ thuộc vào khả năng tài chính của tất cả các cá nhân, công dân trong quốc gia đó (Lời mở đầu của tác giả)
Babylon là một điển hình nổi bật của khả năng con người có thể đạt tới những mục tiêu vĩ đại, bằng cách sử dụng tất cả các phương tiện mà mình có được. Sự phát triển của cả thành phố rộng lớn này đều chỉ do bàn tay con người vun đắp. Tất cả sự giàu có của nó là nhờ ở con người (Phụ lục lịch sử thành cổ Babylon)
Nếu là người cho vay tiền khôn ngoan và có đầu óc tính toán cẩn thận, thì phải sử dụng cách nào đó để đảm bảo người vay tiền sẽ trả lại số tiền đã vay, cùng với khoản lãi suất. Thà thừa một thận trọng nhỏ còn hơn phải gánh chịu một điều ân hận lớn về sau.

### 7 phương pháp
Bảy phương pháp (của Arkad - được mọi người gắn cho cái biệt hiệu Người giàu nhất thành Babylon) để chữa trị một túi tiền trống rỗng.
- Tích lũy theo tỷ lệ 1/10: Nếu cứ mỗi buổi sáng, bạn bỏ vào trong giỏ mười quả trứng, đến buổi chiều chỉ lấy ra chín quả. Sau thời gian cái giỏ sẽ đựng đầy trứng. "Bỏ vào trong túi mười đồng, và chỉ lấy ra chín đồng để chi tiêu".
- Kiểm soát những khoản chi tiêu. Nên liệt kê những món hàng định mua lên tấm đất sét, sau đó hãy chọn ra một vài thứ thiết yếu dành cho cuộc sống và phù hợp với số tiền chín phần mười của bạn. Còn những món hàng theo sở thích, bạn hãy mạnh dạn gạch bỏ và xem chúng như hàng ngàn thứ khác mà bạn không thể đáp ứng cho bản thân".
- Làm cho vàng sinh lợi: "Mỗi một đồng bạc ví như một tên nô lệ làm việc chăm chỉ cho bạn. Sau đó con, cháu và chắt của chúng cũng làm việc cho bạn, khiến tiền bạc của bạn không ngừng gia tăng, tài sản của bạn ngày càng lớn mạnh"
- Giữ gìn tài sản. Khi đã sở hữu được tiền, mỗi người phải biết cách giữ gìn cẩn thận, nếu không nó sẽ nhanh chóng vuột mất do những ham muốn nhất thời. "Trước khi cho bất cứ ai vay mượn tài sản của mình, bạn phải chắc chắn rằng người đó có khả năng hoàn trả lại. Bạn phải lấy sự uy tín, khả năng thu nhập và công việc của người đó để đảm bảo.
- Quyết tâm sở hữu một ngôi nhà. Nếu dành 9/10 số tiền kiếm được cho những nhu cầu trong cuộc sống và dành một phần còn lại để tiết kiệm thì đó là cách đầu tư khôn ngoan nhất nhằm đảm bảo một nguồn thu nhập ổn định trong tương lai.
- Đảm bảo nguồn thu nhập lâu dài. Trách nhiệm của mỗi người là phải biết chuẩn bị một khoản tài sản cần thiết khi bạn về già".
- Tăng cường khả năng kiếm tiền: "Dù làm bất cứ việc gì, các bạn cũng cần phải luôn luôn tìm cách trau dồi, nâng cao các kỹ năng nghề nghiệp của mình. Nếu là một thợ thủ công, bạn phải học hỏi những phương pháp và cách sử dụng các công cụ mới để tay nghề ngày càng điêu luyện hơn. Nếu bạn làm việc trong ngành pháp luật hay bệnh viện, thì nên tham khảo hoặc trao đổi ý kiến với các đồng nghiệp để nâng cao kiến thức. Hoặc nếu là thương gia, bạn phải thường xuyên đi đến nhiều nơi để tìm mua những hàng hóa tốt nhất và đem về bán lại với giá rẻ hơn".

### 5 quy luật của vàng
Năm quy luật của vàng
1. Đối với những người sẵn sàng dành ra một phần mười số tiền kiếm được để tích lũy cho riêng mình trong tương lai, thì vàng sẽ đến và đến với số lượng ngày càng nhiều.
2. Vàng là người làm công cần mẫn và rất nhiệt tình nhất đối với những người chủ khôn ngoan biết nhận ra khả năng sinh lợi và phát triển của nó.
3. Vàng luôn luôn trung thành và đem lại lợi nhuận cho những người chủ thận trọng đầu tư theo lời khuyên của những người khôn ngoan.
4. Đối với những vụ đầu tư kinh doanh mà bản thân mình chưa nắm rõ hoặc không được người giàu kinh nghiệm chỉ bảo thì rất dễ bị mất vàng.
5. Nếu dùng vàng để kiếm lợi một cách phi pháp hoặc làm theo những lời khuyên không đúng, lừa đảo hay phó thác nó cho những kinh nghiệm yếu kém thì rất dễ thất bại và mất sạch vàng.

## Nhận định
- Thời báo Los Angeles đã từng viết "Người giàu có nhất thành Babylon" là một món quà đầy ý nghĩa cho những ai đã và đang bước vào thế giới kinh doanh, hoặc cho nhiều người đang còn hoang mang, do dự trong cách sử dụng tiền bạc. Ngoài ra, cuốn sách này cũng sẽ là những bài học thú vị, mới lạ cho bất kỳ ai, ngay cả đối với một nhà đầu tư tài chính giàu kinh nghiệm nhất trên thế giới.
- "Quyển sách trình bày những nguyên tắc làm giàu đơn giản, đáng tin cậy và vô cùng an toàn. Những bí quyết này rất dễ thực hiện, nhưng nếu bạn không tuân thủ chúng, thì có thể bạn sẽ thất bại hoàn toàn. Nội dung cuốn sách gồm nhiều câu chuyện ngụ ngôn ẩn chứa những bài học, những kinh nghiệm, những bài học thực tế quý giá và vượt thời gian. Hãy đọc quyển sách "Người giàu có nhất thành Babylon" để khám phá con đường đúng nhất, nhanh nhất nhằm đạt được sự thành công và giàu có trong cuộc sống." - Harvey L.Gardner, Chuyên gia cố vấn đầu tư của Nhà Trắng, Chính phủ Mỹ
- "Tôi phát hiện quyển sách này từ nhiều năm trước và hiện nó vẫn là quyển sách gối đầu giường của tôi, nhắc tôi về những nguyên tắc vô giá của việc quản lý và đầu tư tài chính, đồng thời giúp tôi có tầm nhìn để thực hiện các dự án, quản lý ngân sách và các vấn đề kinh doanh khác. "Người giàu có nhất thành Babylon" có khả năng làm thay đổi cuộc đời và là chìa khóa để bạn thành công trong cuộc sống." - Pal Kolder